# Frontera (Coahuila)
Ciudad Frontera is een voorstad van Monclova in de Mexicaanse deelstaat Coahuila. De plaats heeft 65.606 inwoners (census 2005) en is de hoofdplaats van de gemeente Frontera.